# Шайе, Анри Давид
Анри Давид Шайе (в старых источниках Шелле, фр. Henri-David de Chaillet; 12 июля 1751 — 30 сентября 1823) — швейцарский проповедник, публицист, литературный критик.
Получил богословское образование в Базеле и Женеве, в 1772 г. был рукоположён в священники. В это же время начал публиковаться как литературный критик, в 1779—1784 гг. редактировал «Journal Helvétique». В 1789—1806 гг. пастор в Невшателе. Напечатал пять томов проповедей (1797—1822). Был дружен с Бенжаменом Констаном.